# Monoïde chinois
En mathématiques, un monoïde chinois est un monoïde  sur un alphabet totalement ordonné défini par les relations {\displaystyle cba=cab=bca} pour tout {\displaystyle a\leq b\leq c}. Un algorithme similaire à l'algorithme de Schensted donne une caractérisation des classes d'équivalence et fournit une transversale rationnelle. Les monoïdes chinois sont décrits par Duchamp et Krob (1994) dans leur classification des monoïdes à croissance similaire à celle du monoïde plaxique, et étudiés en détail par Cassaigne, Espie, Krob, Novelli et Hivert en 2001.
Le monoïde chinois admet la transversale rationnelle
{\displaystyle a^{*}\ (ba)^{*}b^{*}\ (ca)^{*}(cb)^{*}c^{*}\cdots }
et a donc croissance polynomiale de dimension 
{\displaystyle {\frac {n(n+1)}{2}}}.
La classe d'équivalence d'une permutation dans le monoïde chinois est la pré-image d'une involution sous l'application {\displaystyle w\mapsto w\circ w^{-1}} où {\displaystyle \circ } désigne le produit dans l'algèbre d'Iwahori-Hecke avec {\displaystyle q_{s}=0}.

## Voir également
- Monoïde plaxique